# Национальный музей Гайаны
Национальный музей Гайаны — это музей в Джорджтауне, Демерара-Махайка, Гайана, основанный 13 февраля 1868 года. Идея создания музея принадлежит членам Королевского сельскохозяйственного и коммерческого общества (англ. Royal Agricultural and Commercial Society, RACS) Британской Гвианы. Когда Общество было основано в 1844 году, одной из его целей было строительство музея для размещения местных минералов, почв, древесины, фруктов, семян, камеди, смол, красителей и лекарств, а также флоры и фауны страны. Британский исследователь Роберт Шомбург, немецкий ботаник Карл Фердинанд Аппун, мистер Братт и У. Х. Кэмпбелл подарили RACS подарки (включая 55 местных деревьев, минералы из Англии и образцы из сферы ботаники и геологии), чтобы начать музейную коллекцию. Однако пожар 1864 года уничтожил пожертвованные коллекции.
Музейная компания Британской Гвианы была основана в 1867 году для строительства здания, «которое должно стать постоянным домом науки, искусства и промышленности». Этот проект получил большую финансовую поддержку от общественности, и новый музей компании был открыт 13 февраля 1868 года. Колонистская газета того времени описывала его как «великолепное сооружение».
Первым куратором музея был Доктор Х. Витлок, работник здравоохранения. Его сменил на этом посту г-н Фрессон. В 1877 году на эту должность правительством был назначен Эверард им Тёрн. Он был квалифицированным куратором, который путешествовал во внутренние районы в поисках образцов по этнологии и других экспонатов для музея. Когда RACS запустило журнал «Таймери», его редактором также стал им Турн. Среди других кураторов, внесших заметный вклад, были Джон Джозеф Квелч, Джеймс Родуэй и доктор Уолтер Рот.
В 1934 году Национальная библиотека Гайаны получила второй этаж, который стал использовался для размещения музейных коллекций, что стало возможным благодаря грантам Корпорации Карнеги.
Правительство взяло на себя ответственность за музей RACS в 1936 году, переименовав его в музей Британской Гвианы. Он находился в ведении Комитета Национальной библиотеки Гайаны. В том же году новым куратором стал П. Сторер Пеберди. Во время его кураторства 19 февраля 1937 года в верхнем этаже Национальной библиотеки был открыт экономический, антропологический и исторический отделы. Директор по образованию и куратор организовали публичные лекции в Музее. Пеберди отправился вглубь страны и получил материалы, которые были добавлен в коллекцию Музея Британской Гвианы. В 1943 году его сменил Винсент Рот.
23 февраля 1945 года пожар, начавшийся в аптеке Букерса, расположенной напротив Музея Британской Гвианы, перекинулся на отдел естественной истории музея, читальные залы и библиотеку RACS. Национальная библиотека Гайаны не пострадала от пожара, защитив этнологическую коллекцию. После пожара участок 53 по Мейн-Стрит использовался как таксидермическая лаборатория для реконструкции экспонатов естественной истории.
Бывший в то время губернатором, сэр Гордон Летем встретился с правительственными чиновниками 16 марта 1945 года, чтобы предложить построить культурный центр на месте разрушенного музея Британской Гвианы. В здании разместились читальные залы, музей Британской Гвианы и зрительный зал для драматических выступлений. Было рекомендовано обратиться с просьбой о финансировании к комиссии по колониальному развитию и благосостоянию. Впоследствии RACS начало строительство новой библиотеки и читальных залов.
Колониальное правительство выделило деньги на образование Рама Сингха, музейного таксидермиста. В 1946 году мистер Сингх отправился в Соединённые Штаты Америки изучать таксидермию, ботанику, антропологию и зоологию. В 1947 году он вернулся в британскую Гвиану. Перед его отъездом лаборатория таксидермии была перенесена с главной улицы на бывший Каммингсбургский рынок (1946). В последующие годы был создан Временный Национальный Исторический музей, открытый в 1949 году.
По мере расширения использования Национальной библиотеки рассматривались новые помещения для музея. В июле 1950 года RACS взяли под свой контроль музей Британской Гвианы из Национальной библиотеки. Новое здание музея на пересечении Норт-Роуд и Хинкс-стрит было вновь открыто 28 июля 1951 года Его Превосходительством, офицером, управляющим правительством, достопочтенным Джоном Гатчем.

## Артефакты
Многие из экспонатов музея находятся здесь уже более пятидесяти лет, как, например, молоток для свинины, который выставлялся более шестидесяти лет. Существуют также миниатюрные версии паромов департамента транспорта и портов. На выставке также представлен автомобиль PR1, используемый премьер-министром доктором Птолемеем Ридом во время его пребывания на политическом посту.